# Multitude Tour
Multitude Tour è il terzo tour di concerti del cantautore belga Stromae, a supporto del suo terzo album in studio,  Multitude
.

## Date
| Data             | Città                | Stato                 | Luogo                             | Pubblico |
| ---------------- | -------------------- | --------------------- | --------------------------------- | -------- |
| 16 aprile 2022   | Indio                | Stati Uniti d'America | Coachella                         |          |
| 23 aprile 2022   | Indio                | Stati Uniti d'America | Coachella                         |          |
| 16 giugno 2022   | Ruoms                | Francia               | Aluna Festival                    |          |
| 17 giugno 2022   | Lione                | Francia               | Inversion                         |          |
| 19 giugno 2022   | Werchter             | Belgio                | Werchter Boutique                 |          |
| 30 giugno 2022   | Belfort              | Francia               | Les Eurockeennes                  |          |
| 3 luglio 2022    | Marmande             | Francia               | Garorock                          |          |
| 6 luglio 2022    | Lisbona              | Portogallo            | Nos Alive Festival                |          |
| 8 luglio 2022    | Bilbao               | Spagna                | BBK Live Festival                 |          |
| 10 luglio 2022   | Liegi                | Belgio                | Les Ardentes                      |          |
| 14 luglio 2022   | Carhaix-Plouguer     | Francia               | Les Vieilles Charrues             |          |
| 15 luglio 2022   | Saint-Malô-du-Bois   | Francia               | Festival de Poupet                |          |
| 20 luglio 2022   | Milano               | Italia                | Milano Summer Festival            |          |
| 22 luglio 2022   | Nîmes                | Francia               | Festival de Nimes                 |          |
| 24 luglio 2022   | Nyon                 | Svizzera              | Paleo Festival                    |          |
| 12 agosto 2022   | Budapest             | Ungheria              | Sziget Festival                   |          |
| 13 agosto 2022   | Chorzów              | Polonia               | Festival Park Slaski              |          |
| 17 agosto 2022   | Charleville-Mézières | Francia               | Cabaret Vert                      |          |
| 21 agosto 2022   | Biddinghuizen        | Paesi Bassi           | Lowlands Festival                 |          |
| 28 agosto 2022   | Saint-Cloud          | Francia               | Rock en Seine                     |          |
| 4 settembre 2022 | Monaco di Baviera    | Germania              | Superbloom Festival               |          |
| 21 ottobre 2022  | Vancouver            | Canada                | Pacific Coliseum at the Pne       |          |
| 25 ottobre 2022  | San Francisco        | Stati Uniti d'America | Bill Graham Civic Auditorium      |          |
| 26 ottobre 2022  | San Francisco        | Stati Uniti d'America | Bill Graham Civic Auditorium      |          |
| 28 ottobre 2022  | Los Angeles          | Stati Uniti d'America | Shrine Auditorium and Expo        |          |
| 21 novembre 2022 | New York             | Stati Uniti d'America | Madison Square Garden             |          |
| 22 novembre 2022 | New York             | Stati Uniti d'America | Madison Square Garden             |          |
| 25 novembre 2022 | Montreal             | Canada                | Centre Bell                       |          |
| 26 novembre 2022 | Montreal             | Canada                | Centre Bell                       |          |
| 27 novembre 2022 | Montreal             | Canada                | Centre Bell                       |          |
| 29 novembre 2022 | Toronto              | Canada                | Coca-Cola Coliseum                |          |
| 3 dicembre 2022  | Washington           | Stati Uniti d'America | The Anthem                        |          |
| 6 dicembre 2022  | Boston               | Stati Uniti d'America | Agganis Area at Boston University |          |
| 11 dicembre 2022 | Québec               | Canada                | Centre Videotron                  |          |
| 14 dicembre 2022 | Montreal             | Canada                | Centre Bell                       |          |
| 4 marzo 2023     | Bordeaux             | Francia               | Arkea Park                        |          |
| 5 marzo 2023     | Bordeaux             | Francia               | Arkea Park                        |          |
| 9 marzo 2023     | Marsiglia            | Francia               | Le Dome                           |          |
| 10 marzo 2023    | Marsiglia            | Francia               | Le Dome                           |          |
| 15 marzo 2023    | Bruxelles            | Belgio                | Palais 12                         |          |
| 16 marzo 2023    | Bruxelles            | Belgio                | Palais 12                         |          |
| 17 marzo 2023    | Bruxelles            | Belgio                | Palais 12                         |          |
| 22 marzo 2023    | Strasburgo           | Francia               | Zenith                            |          |
| 23 marzo 2023    | Amnéville            | Francia               | Galaxie                           |          |
| 24 marzo 2023    | Amnéville            | Francia               | Galaxie                           |          |
| 29 marzo 2023    | Nantes               | Francia               | Zenith                            |          |
| 30 marzo 2023    | Nantes               | Francia               | Zenith                            |          |
| 31 marzo 2023    | Nantes               | Francia               | Zenith                            |          |
| 13 aprile 2023   | Amsterdam            | Paesi Bassi           | Ziggo Dome                        |          |
| 14 aprile 2023   | Amsterdam            | Paesi Bassi           | Ziggo Dome                        |          |
| 15 aprile 2023   | Amsterdam            | Paesi Bassi           | Ziggo Dome                        |          |
| 20 aprile 2023   | Tolosa               | Francia               | Zenith                            |          |
| 21 aprile 2023   | Tolosa               | Francia               | Zenith                            |          |
| 26 aprile 2023   | Basilea              | Svizzera              | St. Jakobshalle                   |          |
| 27 aprile 2023   | Ginevra              | Svizzera              | Arena                             |          |
| 28 aprile 2023   | Ginevra              | Svizzera              | Arena                             |          |
| 4 maggio 2023    | Londra               | Regno Unito           | Ovo Arena Wembley                 |          |
| 10 maggio 2023   | Colonia              | Germania              | Lanxess Arena                     |          |
| 12 maggio 2023   | Berlino              | Germania              | Max Schmeling Halle               |          |
| 16 maggio 2023   | Roma                 | Italia                | Palazzo dello Sport               |          |
| 24 maggio 2023   | Lione                | Francia               | Halle Tony Garnier                |          |
| 25 maggio 2023   | Lione                | Francia               | Halle Tony Garnier                |          |
| 26 maggio 2023   | Lione                | Francia               | Halle Tony Garnier                |          |
| 1 giugno 2023    | Bruxelles            | Belgio                | Palais 12                         |          |
| 2 giugno 2023    | Bruxelles            | Belgio                | Palais 12                         |          |
| 3 giugno 2023    | Bruxelles            | Belgio                | Palais 12                         |          |
| 10 giugno 2023   | Lilla                | Francia               | Arena Stade Pierre Mauroy         |          |
| 11 giugno 2023   | Lilla                | Francia               | Arena Stade Pierre Mauroy         |          |
| 16 giugno 2023   | Parigi               | Francia               | Paris La Defense Arena            |          |
| 17 giugno 2023   | Parigi               | Francia               | Paris La Defense Arena            |          |